# Karlovský tunel II
Karlovský tunel II je železniční tunel na katastrálním území Machnín na úseku železniční regionální trati Liberec – Česká Lípa mezi zastávkami Kryštofovo Údolí a Karlov pod Ještědem v km 135,371–135,422.

## Historie
V roce 1900 byla dokončena část trasy z Mimoně do Liberce, na ní bylo postaveno mezi Křižany a Libercem pět tunelů: Ještědský, U Myslivny, Kryštofský, Karlovský I a Karlovský II. Úsek trati stavěla firma Redlichové a Berger.

## Popis
Jednokolejný tunel byl postaven pro železniční trať Liberec – Česká Lípa mezi zastávkami Kryštofovo Údolí a Karlov pod Ještědem pod severním výběžkem svahu kopce Spálený vrch (660 m n. m.) v Kryštofových hřbetech. Tunel byl dán do provozu 16. září 1900.
Tunel leží v nadmořské výšce 450 m a měří 51,10 m.